# Сэнхайм, Трэвис
Трэвис Сэнхайм (англ. Travis Sanheim; 29 марта 1996, Элкхорн, Манитоба, Канада) — канадский профессиональный хоккеист, защитник клуба НХЛ «Филадельфия Флайерз».

## Карьера
Сэнхайм был выбран в 7-м раунде под общим 177-м номером на входящем драфте для новичков WHL клубом «Калгари Хитмен». Он присоединился к «Калгари» в сезоне 2013/14.
В преддверии сезона 2014/15 Трэвис посетил тренировочный лагерь клуба НХЛ «Филадельфия Флайерз», который выбрал его на драфте 2014 года в 1-м раунде под общим 17-м номером. По итогам этого тренировочного лагеря он был отправлен обратно в «Хитмен», но при этом подписал с «лётчиками» трёхлетний контракт новичка.
Перед сезоном 2017/18 Сэнхайм в очередной раз посетил тренировочный лагерь «Флайерз» и после него начал сезон в основном составе «Филадельфии». 14 декабря 2017 года, в своей 28 игре он забил свой первый гол в карьере НХЛ в ворота «Баффало Сейбрз». 22 января 2018 года он был переведён в фарм-клуб «Флайерз» команду АХЛ «Лихай Вэлли Фантомс», но 9 марта бы вызван обратно в «Филадельфию», чтобы заменить травмировавшегося защитника Роберта Хегга. Трэвис дебютировал в плей-офф НХЛ в 2018 году в матче против «Питтсбург Пингвинз». 15 апреля 2018 года он забил свой первый гол в плей-офф НХЛ, однако это не помогло «лётчикам» и они проиграли матч «Питтсбургу» со счётом 1:5, а следом и всю серию в шести матчах. После вылета «Филадельфии» из плей-офф Кубка Стэнли Сэнхайм присоединился к «Лихай Вэлли Фантомс», чтобы помочь им в плей-офф Кубка Колдера.
24 июня 2019 года Сэнхайм подписал с «лётчиками» контракт на два года на сумму 6,5 млн долларов.